# Heriades abessinicus
Heriades abessinicus là một loài Hymenoptera trong họ Megachilidae. Loài này được Friese mô tả khoa học năm 1915.